# Beauchampia crucigera
Beauchampia crucigera är en hjuldjursart som först beskrevs av Dutrochet 1812.  Beauchampia crucigera ingår i släktet Beauchampia och familjen Flosculariidae. Inga underarter finns listade i Catalogue of Life.